# Carolina Colorado
Carolina Colorado Hainaut (7 de setembre de 1987 a Caldas, Colòmbia). És una nedadora colombiana.
Va nedar per a Colòmbia als Jocs Olímpics de 2008 i als Jocs Olímpics de 2012.
Actualment és plusmarquista nacional i sud-americana. Igualment, va ser presentadora de Capicúa, un magazín del canal Telemedellín dirigit a nens entre 8 i 15 anys.